# 国際プロサッカー選手会
国際プロサッカー選手会（こくさいプロサッカーせんしゅかい、英語: Fédération Internationale des Associations de Footballeurs Professionnels、略称：FIFPRO）は、1965年にパリで設立されたプロサッカー選手の国際的な労働組合または選手会である。

## 歴史
1965年12月にオランダ・イングランド・スコットランド・フランス・イタリアの選手組合の代表者によって、世界初となる複数の選手組合を傘下に収めた組織として設立した。その後、数十年に渡って規模と活動内容を拡大させ、現在はおよそ66,000人のプロサッカー選手を代表する組織になった。かつては『FIFPro』の略称を用いていたが現在では全て大文字表記の『FIFPRO』を用いており、後述する各国の加盟組合らと連携して選手の労働環境（給与、契約内容、自己啓発、健康と安全、司法と仲裁など）や選手のキャリアにおけるウェルビーイング全般の改善と向上のために活動している。
プロサッカー選手の権利の普及と保護を念頭に置いていたFIFPROは、1995年にジャン＝マルク・ボスマンが起こしたボスマン判決で知られるサッカー選手の移籍に関する裁判をサポートした。
2005年からはワールドイレブンを発表し、2008年からは慈善活動に多大な貢献をしたサッカー選手を表彰するためにFIFPROメリットアワードを設立した。
近年では選手の脳震盪やメンタルヘルス、ネット上での誹謗中傷、セクシャルハラスメントに対する取り組みも行っており、2020年以降は現役選手の立場からサッカー界全般の問題などについて議論を行うための国際選手評議会が新設され、計14名（男子選手8名、女子選手6名）のうち川島永嗣（当時; ストラスブール）と熊谷紗希（当時; リヨン）が委員に選出された。
2022年のロシアによるウクライナ侵攻の際にFIFAはロシアのクラブチームに所属する外国人選手は契約を2022年6月30日まで一時的に停止することを認めたが、FIFPROはこの決定に対して「シーズン終了までの残り僅かな時間で選手が一時的に在籍できるクラブを見つけるのは難しい」として無条件での契約解除を認めるようにに求めた。
さらにこの年の夏には「7カ国への移籍における警告」と題して声明を発表。選手らにアルジェリア、中国、ギリシャ（２部）、リビア、ルーマニア、サウジアラビア、トルコのクラブは広範囲に渡って契約違反（主に給与の未払いやクラブの破産）が確認されることを理由に、これらのクラブチームに加入することへの注意を促す異例の声明を出した。
2024年にはアイスランド、キルギス、ウズベキスタンが候補メンバーから会員に昇格し、北アイルランドとリトアニアがオブザーバーから候補メンバーに昇格した。また、CAサン・ロレンソでセンターバックとしてプレーしたアルゼンチンのSergio Marchiが新会長となり、12人の理事メンバーの1人に日本人弁護士の山崎卓也が選出された。

## 移籍システムに対する見解
FIFPROはボスマン判決から25年以上経った現在も選手の移籍システムについてさらなる改善が必要であるとの見解を示している。
現在のFIFAのルールでは、契約中の選手が他クラブに移籍できるのは移籍先クラブか選手本人が契約解除金を支払った場合のみであり、大抵の場合その金額は残りの契約金額よりもはるかに高い。FIFAはこの原則によって選手が職場を自由に選べる権利を制限する代わりに、多額の移籍金が所属元のクラブに支払われることでクラブ規模や商業的価値の大きなクラブから小さなクラブに収入の再配分が行われるとしているが、実際に恩恵を受けることができるのは限られた中規模クラブ（アヤックス、アスレティック・ビルバオ、セビージャ、リヨン、ASモナコなど）に限られる。そのため、市場規模が100億€を超えた2018年以降でも規模の小さいクラブの純利益は数百万€に満たず、移籍金の約3割がスポーツエージェントに支払われるのに対して選手への給与は予定より遅れて支払われるか未払いである。
さらに中規模クラブも、有能な選手を擁してビッククラブとピッチ上で競争するという本来のスポーツの在り方ではなく、移籍金という莫大な収入を得るための「育成クラブ」に固定化されているとして、よりオープンで公平な移籍ルールに改善する必要性を指摘している。

## 加盟組合
2025年2月現在、69の国の労働組合や選手会が正会員または準会員として登録され、カナダ・北アイルランド・リトアニアの3カ国の組合が加盟候補になっている。
| 組合・選手会             | 設立年 | 加盟年 | 公式サイト    |
| 正会員                   | 正会員 | 正会員 | 正会員        |
| ------------------------ | ------ | ------ | ------------- |
| アルゼンチン             | 1944年 | 2019年 | FAA           |
| オーストラリア           | 1993年 | 1999年 | PFa           |
| オーストリア             | 1988年 | 2024年 | VdF           |
| ベルギー                 | 1955年 | 1992年 | ACV           |
| ブルガリア               | 1998年 | 2008年 | ABF           |
| ボスニア・ヘルツェゴビナ | 2017年 | 2020年 | SPF BiH       |
| ボリビア                 | 1994年 | 2007年 | FABOL         |
| ボツワナ                 | 2010年 | 2016年 | FUB           |
| チリ                     | 1965年 | 2005年 | Sifup         |
| カメルーン               | 1995年 | 2001年 | SYNAFOC       |
| コンゴ民主共和国         | 2004年 | 2010年 | UFC           |
| コロンビア               | 2004年 | 2007年 | ACOLFUTPRO    |
| コスタリカ               | 2007年 | 2011年 | ASOJUPRO      |
| クロアチア               | 2010年 | 2012年 | HUNS          |
| キプロス                 | 1987年 | 2005年 | ΠΑ.Σ.Π.       |
| チェコ                   | 2011年 | 2012年 | ČAFH          |
| デンマーク               | 1977年 | 1993年 | SPFO          |
| エジプト                 | 2002年 | 2002年 | EPFA          |
| イングランド             | 1907年 | 1965年 | PFA           |
| スペイン                 | 1978年 | 1978年 | AFE           |
| フィンランド             | 1992年 | 2001年 | JPY           |
| フランス                 | 1961年 | 1965年 | UNFP          |
| ガボン                   | 2014年 | 2017年 | anfpg         |
| ガーナ                   | 2009年 | 2013年 | PFAG          |
| ギリシャ                 | 1976年 | 1977年 | ΠΣΑΠΠ         |
| グアテマラ               | 2011年 | 2014年 | SIFUPGUA      |
| ホンジュラス             | 2017年 | 2019年 | AFHO          |
| ハンガリー               | 1990年 | 1996年 | HLSZ          |
| インドネシア             | 2008年 | 2009年 | APPI          |
| インド                   | 2006年 | 2009年 | FPAI          |
| アイルランド             | 1960年 | 1996年 | PFAI          |
| イスラエル               | 2014年 | 2016年 | IFPO          |
| イタリア                 | 1968年 | 1968年 | AIC           |
| 日本                     | 1996年 | 2000年 | JPFA          |
| ケニア                   | 2011年 | 2018年 | KEFWA         |
| 韓国                     | 2017年 | 2019年 | KPFA          |
| モロッコ                 | 2007年 | 2019年 | UNFP          |
| メキシコ                 | 2017年 | 2018年 | AMFPRO        |
| 北マケドニア             | 2017年 | 2019年 | SFM           |
| マルタ                   | 2011年 | 2019年 | MFPA          |
| モンテネグロ             | 2009年 | 2012年 | SPFCG         |
| マレーシア               | 2014年 | 2019年 | PFAM          |
| オランダ                 | 1961年 | 1965年 | VVCS          |
| ノルウェー               | 1995年 | 2019年 | NISO          |
| ニュージーランド         | 2003年 | 2004年 | NZPFA         |
| パナマ                   | 2014年 | 2018年 | AFUTPA        |
| ペルー                   | 2001年 | 2002年 | SAFAP         |
| ポーランド               | 1997年 | 1998年 | PZP           |
| ポルトガル               | 1972年 | 1985年 | SJPF          |
| パラグアイ               | 2013年 | 2019年 | FAP           |
| カタール                 | 2015年 | 2018年 | QPA           |
| ルーマニア               | 1991年 | 1998年 | AFAN          |
| スコットランド           | 1955年 | 1965年 | PFA SCOTLAND  |
| セルビア                 | 2009年 | 2011年 | SPFN          |
| スロバキア               | 2016年 | 2021年 | UFP           |
| スロベニア               | 2003年 | 2005年 | SPINS         |
| スウェーデン             | 1975年 | 1990年 | SFS           |
| スイス                   | 2001年 | 2002年 | SAFP          |
| トルコ                   | 2019年 | 2019年 | TPFD          |
| ウクライナ               | 2010年 | 2012年 | APFU          |
| ウルグアイ               | 1946年 | 2019年 | MUFP          |
| アメリカ合衆国           | 2003年 | 2006年 | MLSPA         |
| ベネズエラ               | 2010年 | 2014年 | AUFPV         |
| 南アフリカ共和国         | 1997年 | 2002年 | SAFPU         |
| ザンビア                 | 2019年 | 2019年 | FAWUZ         |
| ジンバブエ               | 2003年 | 2010年 | FUZ           |
| 準会員                   |        |        |               |
| アイスランド             | 2014年 | 2024年 | Icelandic PFA |
| キルギス                 | 2017年 | 2024年 | 記載なし      |
| ウズベキスタン           | 2017年 | 2024年 | UFU           |
| 候補メンバー             |        |        |               |
| カナダ                   | 2020年 | –      | PFA CAN       |
| リトアニア               | 2020年 | –      | PFA Lietuva   |
| 北アイルランド           | 2021年 | –      | PFA NI        |

## 国際選手評議会
2020年からは国際選手評議会（英語: Global Player Council : GPC）と呼ばれる国際的な経験を持つ現役の選手ら（FIFPRO未加盟国の選手を含む）が試合間隔やクラブと代表チームの間を行き来する負担やサッカー界の発展などについて年に２回会合を開いて議論する。
2023年現在の評議会のメンバーは以下の通り。
| 男子選手 - アルゼンチン : ニコラス・タグリアフィコ - オーストラリア : ジャクソン・アーバイン - ベルギー : シモン・ミニョレ - カナダ : マーク＝アンソニー・ケイ - チリ : アルトゥーロ・ビダル - カメルーン : アンドレ・オナナ - コロンビア : カルロス・サンチェス - ガーナ : アンドレ・アイェウ - イタリア : ジョルジョ・キエッリーニ - 日本 : 吉田麻也 - ナイジェリア : レオン・バログン - ノルウェー : モアテン・トルスビー - ポルトガル : ルイ・パトリシオ - ウルグアイ : セバスティアン・コアテス - アメリカ合衆国 : ケリン・アコスタ - ジンバブエ : マーシャル・ムネツィ | 女子選手 - オーストラリア : タメカ・ヤロップ - ボツワナ : Sedilame Boseja - チリ : フェルナンダ・ピニジャ - カメルーン : アジャハ・エンシュート - コロンビア : イサベラ・エチェベリ - コスタリカ : ラウル・ロドリゲス - イングランド : ルーシー・ブロンズ - フランス : ウジェニー・ルソメ - イタリア : サラ・ガマ - ジャマイカ : チニェル・アッシャー - 日本 : 熊谷紗希 - ケニア : エネズ・マンゴ - ナイジェリア : ラシェダット・アジバデ - オランダ : メレル・ファンドンヘン - ニュージーランド : アリ・ライリー - スコットランド : レイチェル・コーシー - スウェーデン : マグダレーナ・エリクソン - ウルグアイ : パメラ・ゴンサレス - アメリカ合衆国 : クリスタル・ダン |

## ワールドイレブン
2005年度に同選手会が創設した賞で、世界中のプロフットボール選手の投票により選ばれる。2008年度までは年間最優秀選手賞も存在したが、2009年度以降はFIFA最優秀選手賞（後にFIFAバロンドール）となり、2023年まではFIFAとFIFPROが共同で世界のベストイレブンを発表していた。2015年度からは女子部門が設立された。 2024年からは再び分離し、FIFPROワールドイレブン（選手による投票）とFIFAワールドイレブン（ファンとFIFAパネリストによる投票）に分かれた。

### 男子
太字は当該年度のFIFA最優秀選手賞/FIFAバロンドール/ザ・ベストFIFA男子選手受賞者
| 年度 | Pos. | 選手                                 | 所属クラブ                                |
| ---- | ---- | ------------------------------------ | ----------------------------------------- |
| 2005 | GK   | ジーダ                               | ACミラン                                  |
| 2005 | DF   | カフー                               | ACミラン                                  |
| 2005 | DF   | ジョン・テリー                       | チェルシー                                |
| 2005 | DF   | アレッサンドロ・ネスタ               | ACミラン                                  |
| 2005 | DF   | パオロ・マルディーニ                 | ACミラン                                  |
| 2005 | MF   | ジネディーヌ・ジダン                 | レアル・マドリード                        |
| 2005 | MF   | クロード・マケレレ                   | チェルシー                                |
| 2005 | MF   | フランク・ランパード                 | チェルシー                                |
| 2005 | FW   | ロナウジーニョ                       | バルセロナ                                |
| 2005 | FW   | サミュエル・エトー                   | バルセロナ                                |
| 2005 | FW   | アンドリー・シェフチェンコ           | ACミラン                                  |
| 2006 | GK   | ジャンルイジ・ブッフォン             | ユヴェントス                              |
| 2006 | DF   | リリアン・テュラム                   | ユヴェントス / バルセロナ                 |
| 2006 | DF   | ジョン・テリー                       | チェルシー                                |
| 2006 | DF   | ファビオ・カンナヴァーロ             | ユヴェントス / レアル・マドリード         |
| 2006 | DF   | ジャンルカ・ザンブロッタ             | ユヴェントス / バルセロナ                 |
| 2006 | MF   | ジネディーヌ・ジダン                 | レアル・マドリード                        |
| 2006 | MF   | カカ                                 | ミラン                                    |
| 2006 | MF   | アンドレア・ピルロ                   | ミラン                                    |
| 2006 | FW   | ロナウジーニョ                       | バルセロナ                                |
| 2006 | FW   | サミュエル・エトー                   | バルセロナ                                |
| 2006 | FW   | ティエリ・アンリ                     | アーセナル                                |
| 2007 | GK   | ジャンルイジ・ブッフォン             | ユヴェントス                              |
| 2007 | DF   | アレッサンドロ・ネスタ               | ミラン                                    |
| 2007 | DF   | ファビオ・カンナヴァーロ             | レアル・マドリード                        |
| 2007 | DF   | ジョン・テリー                       | チェルシー                                |
| 2007 | DF   | カルレス・プジョル                   | バルセロナ                                |
| 2007 | MF   | カカ                                 | ACミラン                                  |
| 2007 | MF   | クリスティアーノ・ロナウド           | マンチェスター・U                         |
| 2007 | MF   | スティーヴン・ジェラード             | リヴァプール                              |
| 2007 | FW   | ロナウジーニョ                       | バルセロナ                                |
| 2007 | FW   | リオネル・メッシ                     | バルセロナ                                |
| 2007 | FW   | ディディエ・ドログバ                 | チェルシー                                |
| 2008 | GK   | イケル・カシージャス                 | レアル・マドリード                        |
| 2008 | DF   | セルヒオ・ラモス                     | レアル・マドリード                        |
| 2008 | DF   | カルレス・プジョル                   | バルセロナ                                |
| 2008 | DF   | ジョン・テリー                       | チェルシー                                |
| 2008 | DF   | リオ・ファーディナンド               | マンチェスター・U                         |
| 2008 | MF   | カカ                                 | ミラン                                    |
| 2008 | MF   | シャビ・エルナンデス                 | バルセロナ                                |
| 2008 | MF   | スティーヴン・ジェラード             | リヴァプール                              |
| 2008 | FW   | フェルナンド・トーレス               | リヴァプール                              |
| 2008 | FW   | クリスティアーノ・ロナウド           | マンチェスター・U                         |
| 2008 | FW   | リオネル・メッシ                     | バルセロナ                                |
| 2009 | GK   | イケル・カシージャス                 | レアル・マドリード                        |
| 2009 | DF   | ダニエウ・アウヴェス                 | バルセロナ                                |
| 2009 | DF   | ジョン・テリー                       | チェルシー                                |
| 2009 | DF   | ネマニャ・ヴィディッチ               | マンチェスター・U                         |
| 2009 | DF   | パトリス・エヴラ                     | マンチェスター・U                         |
| 2009 | MF   | アンドレス・イニエスタ               | バルセロナ                                |
| 2009 | MF   | シャビ・エルナンデス                 | バルセロナ                                |
| 2009 | MF   | スティーヴン・ジェラード             | リヴァプール                              |
| 2009 | FW   | フェルナンド・トーレス               | リヴァプール                              |
| 2009 | FW   | クリスティアーノ・ロナウド           | マンチェスター・U / レアル・マドリード    |
| 2009 | FW   | リオネル・メッシ                     | バルセロナ                                |
| 2010 | GK   | イケル・カシージャス                 | レアル・マドリード                        |
| 2010 | DF   | マイコン                             | インテル                                  |
| 2010 | DF   | ルシオ                               | インテル                                  |
| 2010 | DF   | ジェラール・ピケ                     | バルセロナ                                |
| 2010 | DF   | カルレス・プジョル                   | バルセロナ                                |
| 2010 | MF   | アンドレス・イニエスタ               | バルセロナ                                |
| 2010 | MF   | シャビ・エルナンデス                 | バルセロナ                                |
| 2010 | MF   | ヴェスレイ・スナイデル               | インテル                                  |
| 2010 | FW   | クリスティアーノ・ロナウド           | レアル・マドリード                        |
| 2010 | FW   | ダビド・ビジャ                       | バレンシア バルセロナ                     |
| 2010 | FW   | リオネル・メッシ                     | バルセロナ                                |
| 2011 | GK   | イケル・カシージャス                 | レアル・マドリード                        |
| 2011 | DF   | セルヒオ・ラモス                     | レアル・マドリード                        |
| 2011 | DF   | ネマニャ・ヴィディッチ               | マンチェスター・U                         |
| 2011 | DF   | ジェラール・ピケ                     | バルセロナ                                |
| 2011 | DF   | ダニエウ・アウヴェス                 | バルセロナ                                |
| 2011 | MF   | アンドレス・イニエスタ               | バルセロナ                                |
| 2011 | MF   | シャビ・エルナンデス                 | バルセロナ                                |
| 2011 | MF   | シャビ・アロンソ                     | レアル・マドリード                        |
| 2011 | FW   | クリスティアーノ・ロナウド           | レアル・マドリード                        |
| 2011 | FW   | ウェイン・ルーニー                   | マンチェスター・U                         |
| 2011 | FW   | リオネル・メッシ                     | バルセロナ                                |
| 2012 | GK   | イケル・カシージャス                 | レアル・マドリード                        |
| 2012 | DF   | ダニエウ・アウヴェス                 | バルセロナ                                |
| 2012 | DF   | ジェラール・ピケ                     | バルセロナ                                |
| 2012 | DF   | セルヒオ・ラモス                     | レアル・マドリード                        |
| 2012 | DF   | マルセロ                             | レアル・マドリード                        |
| 2012 | MF   | シャビ・アロンソ                     | レアル・マドリード                        |
| 2012 | MF   | アンドレス・イニエスタ               | バルセロナ                                |
| 2012 | MF   | シャビ・エルナンデス                 | バルセロナ                                |
| 2012 | FW   | リオネル・メッシ                     | バルセロナ                                |
| 2012 | FW   | ラダメル・ファルカオ                 | アトレティコ・マドリード                  |
| 2012 | FW   | クリスティアーノ・ロナウド           | レアル・マドリード                        |
| 2013 | GK   | マヌエル・ノイアー                   | バイエルン                                |
| 2013 | DF   | フィリップ・ラーム                   | バイエルン                                |
| 2013 | DF   | セルヒオ・ラモス                     | レアル・マドリード                        |
| 2013 | DF   | チアゴ・シウバ                       | パリ・サンジェルマン                      |
| 2013 | DF   | ダニエウ・アウヴェス                 | バルセロナ                                |
| 2013 | MF   | アンドレス・イニエスタ               | バルセロナ                                |
| 2013 | MF   | シャビ・エルナンデス                 | バルセロナ                                |
| 2013 | MF   | フランク・リベリー                   | バイエルン                                |
| 2013 | FW   | クリスティアーノ・ロナウド           | レアル・マドリード                        |
| 2013 | FW   | ズラタン・イブラヒモヴィッチ         | パリ・サンジェルマン                      |
| 2013 | FW   | リオネル・メッシ                     | バルセロナ                                |
| 2014 | GK   | マヌエル・ノイアー                   | バイエルン                                |
| 2014 | DF   | フィリップ・ラーム                   | バイエルン                                |
| 2014 | DF   | セルヒオ・ラモス                     | レアル・マドリード                        |
| 2014 | DF   | チアゴ・シウバ                       | パリ・サンジェルマン                      |
| 2014 | DF   | ダヴィド・ルイス                     | チェルシー / パリ・サンジェルマン         |
| 2014 | MF   | アンドレス・イニエスタ               | バルセロナ                                |
| 2014 | MF   | トニ・クロース                       | バイエルン / レアル・マドリード           |
| 2014 | MF   | アンヘル・ディ・マリア               | レアル・マドリード / マンチェスター・U    |
| 2014 | FW   | クリスティアーノ・ロナウド           | レアル・マドリード                        |
| 2014 | FW   | アリエン・ロッベン                   | バイエルン                                |
| 2014 | FW   | リオネル・メッシ                     | バルセロナ                                |
| 2015 | GK   | マヌエル・ノイアー                   | バイエルン                                |
| 2015 | DF   | ダニエウ・アウヴェス                 | バルセロナ                                |
| 2015 | DF   | チアゴ・シウバ                       | パリ・サンジェルマン                      |
| 2015 | DF   | セルヒオ・ラモス                     | レアル・マドリード                        |
| 2015 | DF   | マルセロ                             | レアル・マドリード                        |
| 2015 | MF   | ルカ・モドリッチ                     | レアル・マドリード                        |
| 2015 | MF   | アンドレス・イニエスタ               | バルセロナ                                |
| 2015 | MF   | ポール・ポグバ                       | ユヴェントス                              |
| 2015 | FW   | クリスティアーノ・ロナウド           | レアル・マドリード                        |
| 2015 | FW   | ネイマール                           | バルセロナ                                |
| 2015 | FW   | リオネル・メッシ                     | バルセロナ                                |
| 2016 | GK   | マヌエル・ノイアー                   | バイエルン                                |
| 2016 | DF   | ダニエウ・アウヴェス                 | バルセロナ / ユヴェントス                 |
| 2016 | DF   | ジェラール・ピケ                     | バルセロナ                                |
| 2016 | DF   | セルヒオ・ラモス                     | レアル・マドリード                        |
| 2016 | DF   | マルセロ                             | レアル・マドリード                        |
| 2016 | MF   | ルカ・モドリッチ                     | レアル・マドリード                        |
| 2016 | MF   | トニ・クロース                       | レアル・マドリード                        |
| 2016 | MF   | アンドレス・イニエスタ               | バルセロナ                                |
| 2016 | FW   | ルイス・スアレス                     | バルセロナ                                |
| 2016 | FW   | リオネル・メッシ                     | バルセロナ                                |
| 2016 | FW   | クリスティアーノ・ロナウド           | レアル・マドリード                        |
| 2017 | GK   | ジャンルイジ・ブッフォン             | ユヴェントス                              |
| 2017 | DF   | ダニエウ・アウヴェス                 | ユヴェントス / パリ・サンジェルマン       |
| 2017 | DF   | レオナルド・ボヌッチ                 | ユヴェントス / ACミラン                   |
| 2017 | DF   | セルヒオ・ラモス                     | レアル・マドリード                        |
| 2017 | DF   | マルセロ                             | レアル・マドリード                        |
| 2017 | MF   | ルカ・モドリッチ                     | レアル・マドリード                        |
| 2017 | MF   | トニ・クロース                       | レアル・マドリード                        |
| 2017 | MF   | アンドレス・イニエスタ               | バルセロナ                                |
| 2017 | FW   | クリスティアーノ・ロナウド           | レアル・マドリード                        |
| 2017 | FW   | ネイマール                           | バルセロナ / パリ・サンジェルマン         |
| 2017 | FW   | リオネル・メッシ                     | バルセロナ                                |
| 2018 | GK   | ダビド・デ・ヘア                     | マンチェスター・U                         |
| 2018 | DF   | ダニエウ・アウヴェス                 | パリ・サンジェルマン                      |
| 2018 | DF   | セルヒオ・ラモス                     | レアル・マドリード                        |
| 2018 | DF   | ラファエル・ヴァラン                 | レアル・マドリード                        |
| 2018 | DF   | マルセロ                             | レアル・マドリード                        |
| 2018 | MF   | ルカ・モドリッチ                     | レアル・マドリード                        |
| 2018 | MF   | エンゴロ・カンテ                     | チェルシー                                |
| 2018 | MF   | エデン・アザール                     | チェルシー                                |
| 2018 | FW   | クリスティアーノ・ロナウド           | レアル・マドリード / ユヴェントス         |
| 2018 | FW   | キリアン・エムバペ                   | パリ・サンジェルマン                      |
| 2018 | FW   | リオネル・メッシ                     | バルセロナ                                |
| 2019 | GK   | アリソン                             | リヴァプール                              |
| 2019 | DF   | セルヒオ・ラモス                     | レアル・マドリード                        |
| 2019 | DF   | フィルジル・ファン・ダイク           | リヴァプール                              |
| 2019 | DF   | マタイス・デ・リフト                 | アヤックス / ユヴェントス                 |
| 2019 | DF   | マルセロ                             | レアル・マドリード                        |
| 2019 | MF   | ルカ・モドリッチ                     | レアル・マドリード                        |
| 2019 | MF   | フレンキー・デ・ヨング               | アヤックス / バルセロナ                   |
| 2019 | MF   | エデン・アザール                     | チェルシー / レアル・マドリード           |
| 2019 | FW   | クリスティアーノ・ロナウド           | ユヴェントス                              |
| 2019 | FW   | キリアン・エムバペ                   | パリ・サンジェルマン                      |
| 2019 | FW   | リオネル・メッシ                     | バルセロナ                                |
| 2020 | GK   | アリソン                             | リヴァプール                              |
| 2020 | DF   | トレント・アレクサンダー＝アーノルド | リヴァプール                              |
| 2020 | DF   | フィルジル・ファン・ダイク           | リヴァプール                              |
| 2020 | DF   | セルヒオ・ラモス                     | レアル・マドリード                        |
| 2020 | DF   | アルフォンソ・デイヴィス             | バイエルン                                |
| 2020 | MF   | ヨシュア・キミッヒ                   | バイエルン                                |
| 2020 | MF   | ケヴィン・デ・ブライネ               | マンチェスター・C                         |
| 2020 | MF   | ティアゴ・アルカンタラ               | バイエルン / リヴァプール                 |
| 2020 | FW   | クリスティアーノ・ロナウド           | ユヴェントス                              |
| 2020 | FW   | ロベルト・レヴァンドフスキ           | バイエルン                                |
| 2020 | FW   | リオネル・メッシ                     | バルセロナ                                |
| 2021 | GK   | ジャンルイジ・ドンナルンマ           | ACミラン / パリ・サンジェルマン           |
| 2021 | DF   | ダヴィド・アラバ                     | バイエルン / レアル・マドリード           |
| 2021 | DF   | レオナルド・ボヌッチ                 | ユヴェントス                              |
| 2021 | DF   | ルベン・ディアス                     | マンチェスター・C                         |
| 2021 | MF   | ケヴィン・デ・ブライネ               | マンチェスター・C                         |
| 2021 | MF   | ジョルジーニョ                       | チェルシー                                |
| 2021 | MF   | エンゴロ・カンテ                     | チェルシー                                |
| 2021 | FW   | ロベルト・レヴァンドフスキ           | バイエルン                                |
| 2021 | FW   | アーリング・ハーランド               | ドルトムント                              |
| 2021 | FW   | クリスティアーノ・ロナウド           | ユヴェントス / マンチェスター・U          |
| 2021 | FW   | リオネル・メッシ                     | バルセロナ / パリ・サンジェルマン         |
| 2022 | GK   | ティボ・クルトゥワ                   | レアル・マドリード                        |
| 2022 | DF   | アクラフ・ハキミ                     | パリ・サンジェルマン                      |
| 2022 | DF   | フィルジル・ファン・ダイク           | リヴァプール                              |
| 2022 | DF   | ジョアン・カンセロ                   | マンチェスター・C / バイエルン            |
| 2022 | MF   | カゼミーロ                           | レアル・マドリード / マンチェスター・U    |
| 2022 | MF   | ケヴィン・デ・ブライネ               | マンチェスター・C                         |
| 2022 | MF   | ルカ・モドリッチ                     | レアル・マドリード                        |
| 2022 | FW   | カリム・ベンゼマ                     | レアル・マドリード                        |
| 2022 | FW   | アーリング・ハーランド               | ドルトムント / マンチェスター・C          |
| 2022 | FW   | キリアン・エムバペ                   | パリ・サンジェルマン                      |
| 2022 | FW   | リオネル・メッシ                     | パリ・サンジェルマン                      |
| 2023 | GK   | ティボ・クルトゥワ                   | レアル・マドリード                        |
| 2023 | DF   | ルベン・ディアス                     | マンチェスター・C                         |
| 2023 | DF   | ジョン・ストーンズ                   | マンチェスター・C                         |
| 2023 | DF   | カイル・ウォーカー                   | マンチェスター・C                         |
| 2023 | MF   | ジュード・ベリンガム                 | ドルトムント / レアル・マドリード         |
| 2023 | MF   | ケヴィン・デ・ブライネ               | マンチェスター・C                         |
| 2023 | MF   | ベルナルド・シウバ                   | マンチェスター・C                         |
| 2023 | FW   | アーリング・ハーランド               | マンチェスター・C                         |
| 2023 | FW   | キリアン・エムバペ                   | パリ・サンジェルマン                      |
| 2023 | FW   | リオネル・メッシ                     | パリ・サンジェルマン / インテル・マイアミ |
| 2023 | FW   | ヴィニシウス・ジュニオール           | レアル・マドリード                        |
| 2024 | GK   | エデルソン・モライス                 | マンチェスター・C                         |
| 2024 | DF   | ダニ・カルバハル                     | レアル・マドリード                        |
| 2024 | DF   | フィルジル・ファン・ダイク           | リヴァプール                              |
| 2024 | DF   | アントニオ・リュディガー             | レアル・マドリード                        |
| 2024 | MF   | ジュード・ベリンガム                 | レアル・マドリード                        |
| 2024 | MF   | ケヴィン・デ・ブライネ               | マンチェスター・C                         |
| 2024 | MF   | トニ・クロース                       | レアル・マドリード / 引退                 |
| 2024 | MF   | ロドリ                               | マンチェスター・C                         |
| 2024 | FW   | アーリング・ハーランド               | マンチェスター・C                         |
| 2024 | FW   | キリアン・エムバペ                   | パリ・サンジェルマン / レアル・マドリード |
| 2024 | FW   | ヴィニシウス・ジュニオール           | レアル・マドリード                        |

### 女子
太字は当該年度のFIFA女子最優秀選手賞/ザ・ベストFIFA女子選手受賞者
| 年度 | Pos.       | 選手                           | 所属クラブ                                                 |
| ---- | ---------- | ------------------------------ | ---------------------------------------------------------- |
| 2015 | GK         | ホープ・ソロ                   | レイン                                                     |
| 2015 | DF         | ワンディ・ルナール             | リヨン                                                     |
| 2015 | DF         | ジュリー・ジョンストン         | シカゴ・レッドスターズ                                     |
| 2015 | DF         | カデイシャ・ブキャナン         | WVM                                                        |
| 2015 | DF         | ミーガン・クリンゲンバーグ     | ヒューストン・ダッシュ                                     |
| 2015 | MF         | カーリー・ロイド               | ヒューストン・ダッシュ                                     |
| 2015 | MF         | 宮間あや                       | 岡山湯郷Belle                                              |
| 2015 | MF         | アマンディーヌ・アンリ         | リヨン                                                     |
| 2015 | FW         | ウジェニー・ル・ソンメ         | リヨン                                                     |
| 2015 | FW         | セリア・シャシッチ             | フランクフルト                                             |
| 2015 | FW         | アーニャ・ミッターク           | ローゼンゴード / パリ・サンジェルマン                      |
| 2016 | GK         | ホープ・ソロ                   | 無所属                                                     |
| 2016 | DF         | ワンディ・ルナール             | リヨン                                                     |
| 2016 | DF         | アリ・クリーガー               | オーランド・プライド                                       |
| 2016 | DF         | ニッラ・フィッシェル           | ヴォルフスブルク                                           |
| 2016 | DF         | レオニー・マイヤー             | バイエルン                                                 |
| 2016 | MF         | マルタ                         | ローゼンゴード                                             |
| 2016 | MF         | カーリー・ロイド               | ヒューストン・ダッシュ                                     |
| 2016 | MF         | ジェニファー・マロジャン       | リヨン                                                     |
| 2016 | FW         | ウジェニー・ル・ソンメ         | リヨン                                                     |
| 2016 | FW         | アーダ・ヘーゲルベルグ         | リヨン                                                     |
| 2016 | FW         | アレックス・モーガン           | オーランド・プライド                                       |
| 2017 | GK         | ヘドヴィグ・リンダール         | チェルシー                                                 |
| 2017 | DF         | ワンディ・ルナール             | リヨン                                                     |
| 2017 | DF         | ルーシー・ブロンズ             | リヨン                                                     |
| 2017 | DF         | ニッラ・フィッシェル           | ヴォルフスブルク                                           |
| 2017 | DF         | イレーネ・パレデス             | パリ・サンジェルマン                                       |
| 2017 | MF         | カミーユ・アビリー             | リヨン                                                     |
| 2017 | MF         | ジェニファー・マロジャン       | リヨン                                                     |
| 2017 | MF         | マルタ                         | オーランド・プライド                                       |
| 2017 | FW         | アレックス・モーガン           | オーランド・プライド                                       |
| 2017 | FW         | ペルニレ・ハルダー             | ヴォルフスブルク                                           |
| 2017 | FW         | リーケ・マルテンス             | バルセロナ                                                 |
| 2018 | 受賞者無し | 受賞者無し                     | 受賞者無し                                                 |
| 2019 | GK         | サリ・ファン・フェーネンダール | アーセナル / アトレティコ・マドリード                      |
| 2019 | DF         | ワンディ・ルナール             | リヨン                                                     |
| 2019 | DF         | ルーシー・ブロンズ             | リヨン                                                     |
| 2019 | DF         | ニッラ・フィッシェル           | ヴォルフスブルク / リンシェーピング                        |
| 2019 | DF         | ケリー・オハラ                 | ユタ・ロイヤルズ                                           |
| 2019 | MF         | アマンディーヌ・アンリ         | リヨン                                                     |
| 2019 | MF         | ローズ・ラヴェル               | ワシントン・スピリット                                     |
| 2019 | MF         | ジュリー・アーツ               | シカゴ・レッドスターズ                                     |
| 2019 | FW         | ミーガン・ラピノー             | OLレイン                                                   |
| 2019 | FW         | アレックス・モーガン           | オーランド・プライド                                       |
| 2019 | FW         | マルタ                         | オーランド・プライド                                       |
| 2020 | GK         | クリスティアネ・エンドレル     | パリ・サンジェルマン                                       |
| 2020 | DF         | ルーシー・ブロンズ             | リヨン / マンチェスター・C                                 |
| 2020 | DF         | ワンディ・ルナール             | リヨン                                                     |
| 2020 | DF         | ミリー・ブライト               | チェルシー                                                 |
| 2020 | MF         | デルフィーヌ・カスカリーノ     | リヨン                                                     |
| 2020 | MF         | バルバラ・ボナンセーア         | ユヴェントス                                               |
| 2020 | MF         | ベロニカ・ボケーテ             | ユタ・ロイヤルズ / ACミラン                                |
| 2020 | FW         | ミーガン・ラピノー             | OLレイン                                                   |
| 2020 | FW         | ペルニレ・ハルダー             | ヴォルフスブルク / チェルシー                              |
| 2020 | FW         | フィフィアネ・ミデマー         | アーセナル                                                 |
| 2020 | FW         | トビン・ヒース                 | ポートランド・ソーンズ / マンチェスター・U                 |
| 2021 | GK         | クリスティアネ・エンドレル     | パリ・サンジェルマン / リヨン                              |
| 2021 | DF         | ミリー・ブライト               | チェルシー                                                 |
| 2021 | DF         | マグダレーナ・エリクソン       | チェルシー                                                 |
| 2021 | DF         | ルーシー・ブロンズ             | マンチェスター・C                                          |
| 2021 | DF         | ワンディ・ルナール             | リヨン                                                     |
| 2021 | MF         | エステファニア・バニーニ       | レバンテ / アトレティコ・マドリード                        |
| 2021 | MF         | バルバラ・ボナンセーア         | ユヴェントス                                               |
| 2021 | MF         | カーリー・ロイド               | NJ/NY ゴッサム                                             |
| 2021 | FW         | マルタ                         | オーランド・プライド                                       |
| 2021 | FW         | フィフィアネ・ミデマー         | アーセナル                                                 |
| 2021 | FW         | アレックス・モーガン           | トッテナム / オーランド・プライド / サンディエゴ・ウェーブ |
| 2022 | GK         | クリスティアネ・エンドレル     | リヨン                                                     |
| 2022 | DF         | ワンディ・ルナール             | リヨン                                                     |
| 2022 | DF         | ルーシー・ブロンズ             | マンチェスター・C / バルセロナ                             |
| 2022 | DF         | マピ・レオン                   | バルセロナ                                                 |
| 2022 | DF         | リア・ウィリアムソン           | アーセナル                                                 |
| 2022 | MF         | レナ・オーバードルフ           | ヴォルフスブルク                                           |
| 2022 | MF         | アレクシア・プテジャス         | バルセロナ                                                 |
| 2022 | MF         | キーラ・ウォルシュ             | マンチェスター・C / バルセロナ                             |
| 2022 | FW         | サム・カー                     | チェルシー                                                 |
| 2022 | FW         | ベス・ミード                   | アーセナル                                                 |
| 2022 | FW         | アレックス・モーガン           | オーランド・プライド / サンディエゴ・ウェーブ              |
| 2023 | GK         | メアリー・アープス             | マンチェスター・U                                          |
| 2023 | DF         | ルーシー・ブロンズ             | バルセロナ                                                 |
| 2023 | DF         | オルガ・カルモナ               | レアル・マドリード                                         |
| 2023 | DF         | アレックス・グリーンウッド     | マンチェスター・C                                          |
| 2023 | MF         | アイタナ・ボンマティ           | バルセロナ                                                 |
| 2023 | MF         | エラ・トゥーン                 | マンチェスター・U                                          |
| 2023 | MF         | キーラ・ウォルシュ             | バルセロナ                                                 |
| 2023 | FW         | ローレン・ジェームズ           | チェルシー                                                 |
| 2023 | FW         | アレッシア・ルッソ             | アーセナル                                                 |
| 2023 | FW         | アレックス・モーガン           | サンディエゴ・ウェーブ                                     |
| 2023 | FW         | サム・カー                     | チェルシー                                                 |
| 2024 | GK         | メアリー・アープス             | マンチェスター・U / パリ・サンジェルマン                   |
| 2024 | DF         | ルーシー・ブロンズ             | バルセロナ / チェルシー                                    |
| 2024 | DF         | オルガ・カルモナ               | レアル・マドリード                                         |
| 2024 | DF         | アレックス・グリーンウッド     | マンチェスター・C                                          |
| 2024 | MF         | アイタナ・ボンマティ           | バルセロナ                                                 |
| 2024 | MF         | アレクシア・プテジャス         | バルセロナ                                                 |
| 2024 | MF         | キーラ・ウォルシュ             | バルセロナ                                                 |
| 2024 | FW         | バーバラ・バンダ               | 上海勝利 / オーランド・プライド                            |
| 2024 | FW         | リンダ・カイセド               | レアル・マドリード                                         |
| 2024 | FW         | ローレン・ジェームス           | チェルシー                                                 |
| 2024 | FW         | マルタ                         | オーランド・プライド                                       |

## FIFPRO年間最優秀選手
FIFPROは2005年から2008年までこの賞を授与し2010年にFIFAバロンドール、2016年にザ・ベスト・FIFAフットボールアウォーズとなった。
| 年度 | 受賞者                     | 所属クラブ                        |
| ---- | -------------------------- | --------------------------------- |
| 2005 | ロナウジーニョ             | バルセロナ                        |
| 2006 | ファビオ・カンナヴァーロ   | ユヴェントス / レアル・マドリード |
| 2007 | カカ                       | ACミラン                          |
| 2008 | クリスティアーノ・ロナウド | マンチェスター・U                 |

## FIFPRO最優秀若手選手
FIFPROは1985年以降生まれの選手を対象に、2005年から2008年までこの賞を授与していた。
| 年度 | 受賞者             | 所属クラブ        |
| ---- | ------------------ | ----------------- |
| 2005 | ウェイン・ルーニー | マンチェスター・U |
| 2006 | リオネル・メッシ   | バルセロナ        |
| 2007 | リオネル・メッシ   | バルセロナ        |
| 2008 | リオネル・メッシ   | バルセロナ        |

## FIFPROメリットアワードの受賞者一覧
| 年度 | 受賞者                                      | 受賞理由 |
| ---- | ------------------------------------------- | --- |
| 2008 | イブラヒム・カルグボ                        | シエラレオネの人々の生活向上、特に少女と女性のウェルビーイングを支援する団体のアンバサダーとしての役割りに取り組んだ |
| 2009 | シャバニ・ノンダ                            | 毎年キンシャサの貧しい子どもたちに学用品や学費を寄付し、サッカーのチャリティー大会を企画した |
| 2010 | スティーブン・ブライス レイナルド・パークス | 恵まれない地域の子どもらにサッカーを通じて、教育や人生の価値観の重要性、犯罪や薬物乱用の危険性などを伝え、子どもたちが健全な社会の一員となることを支援するプロジェクトを立ち上げた |
| 2011 | ペレス平和センター                          | イスラエルとパレスチナの双方から毎年1,500~2,000人の子どもたちが参加するスポーツイベントを開催して双方の平和構築を推進した |
| 2012 | 日本プロサッカー選手会                      | 2011年に発生した東日本大震災の津波被害者のためにオークション、学校訪問、チャリティーマッチを開催して被災者を支援するための資金を集めた |
| 2013 | スティリアン・ペトロフ                      | ペトロフ自身も白血病を患ったことをきっかけに、白血病やその他の深刻な病気に関する研究を支援する財団を立ち上げた |
| 2014 | エクトル・サンティバニェス                  | ダウン症候群の子どもたちに向けたサッカースクールを開校した |
| 2015 | ケイ・カマラ マイケル・ラフード             | 元難民のカマラとラフードはシエラレオネに小学校を建設するチャリティー団体に参加し、25,000$を寄付して学校を建てた |
| 2016 | ヘイリー・カーター                          | アフガニスタン女子代表チームのアシスタントコーチを勤めていたカーターは、チームの認知度向上と活動資金の支援を行った。このプロジェクトによってアフガニスタンにおける女性の社会参加を促進することを目指した |
| 2017 | ミハイ・ネシュ                              | 練習中の事故で半身不随となったネシュは、自身と同じ境遇にいる子どもたちのための回復センターを建設した |
| 2018 | アワー・メイビル                            | ケニアのカクマにある難民キャンプに住む子供たちにブーツとサッカー用品を供給し、教育と医療で彼らをサポートする慈善団体を運営した |
| 2019 | ヨハンナ・オモロ                            | ケニアの貧しい子どもたちに向けて学費や学用品を援助し、生理用品を配布するなどして月経中でも学校に通い続けられるようにした |
| 2020 | ハビエラ・モレノ                            | 女子サッカー界でのセクシャルハラスメント、差別などの根絶を目指して被害者の保護と支援をするフレームワークの開発と実施を主導した |
| 2020 | マーカス・ラッシュフォード                  | イギリスの恵まれない子供たちのために無料の学校給食を企画した |
| 2020 | キプロス女子代表                            | SNSでトレーニング施設、日当、設備などを男子の代表チームと同じ労働条件になるように要求し、キプロスでのスポーツにおける男女平等に関する法律の制定に向けた抗議運動を行った |
| 2020 | アイダナ・オトルバエヴァ                    | COVID-19パンデミックの際に医療スタッフを支えるボランティア団体を立ち上げた |
| 2021 | モアテン・トルスビー                        | 環境問題について積極的に取り組んだ |
| 2021 | ティム・スパルフ                            | サッカーフィンランド女子代表の不平等な賃金問題と2022年 FIFAワールドカップにおける移民労働者の労働環境に対して取り組んだ |
| 2021 | パトリック・ル・ジャング                    | 選手のユニフォームやグローブをオークションにかけ、社会的ハンディキャップを抱える子どもたちの教育や健康を支援した |
| 2022 | エル・ヤクービ                              | 厳しい環境で育つ子どもたちが社会的に、精神的に成長できるようになるための特別なプログラムを実施した |
| 2022 | キ・ソンヨン                                | 15年近くにわたってアジアとアフリカに学校や医療センターを建設し、貧しい人たちの医療費を負担した |
| 2022 | アイサット・ユセフ                          | サッカーを通じてアフリカの女性たちの平等と健康、女性がスポーツをする権利を拡大するプロジェクトを行った |
| 2022 | チリ選手会                                  | サッカー選手の学校中退率（8%）が国民全体の平均値（5.1%）より高いチリにおいて、サッカー選手とその家族が学校を卒業できるような制度を作った |
| 2023 | Chris Kach                                  | インターセックスである選手が安心してプレーできる環境を推進し、自身が持つ印刷会社でインターセックスの人々が生計を立てることができるようにした |
| 2023 | セドリック・バカンブ                        | セドリック・バカンブ財団を通じて母国の識字率、健康、新技術、スポーツ、国の歴史に関する教育を提供し人々を育成する活動を行った |
| 2023 | ヴァウト・ブラマ マウド・ルートヘリング     | インクルージョン、多様性、平等、宗教、人種、生い立ち、男子サッカーにおけるゲイ選手の受け入れなど、さまざまな社会問題を取り上げた児童書「Wout & Maud」の提供を続けた |
| 2023 | ジンバブエ選手会                            | ジンバブエが受けたFIFAの資格停止処分の解除に尽力し、選手の権利擁護とサッカー復興に貢献した |
| 2024 | リンダ・セルストローム                      | 人権問題や不平等、差別、汚職などのさまざまな不正に対する意識を高める活動に積極的な彼女は、ヨーテボリでの試合中に冒涜的な言葉や女性蔑視的な中傷を受けた。 彼女がこの問題について提起するとスウェーデンとフィンランドで大きな問題となり、選手、ファン、クラブ、連盟の間で試合の雰囲気を改善する方法について考えるきっかけになった |
| 2024 | アンドレ・オナナ                            | 財団を立ち上げ、カメルーンをはじめとするアフリカの恵まれないコミュニティの人々が無償で医療を受けられるように支援した |
| 2024 | Ga-Ae Kang                                  | 韓国の女子選手の労働環境や給与上限の廃止、韓国国内にある女性がサッカーをすることへの社会的偏見の改善に取り組んだ |
| 2024 | カメルーン選手会                            | 自国のクラブの給与未払いの問題改善に取り組んで一定の成果を挙げた |